# Manuscrito de Sanlúcar

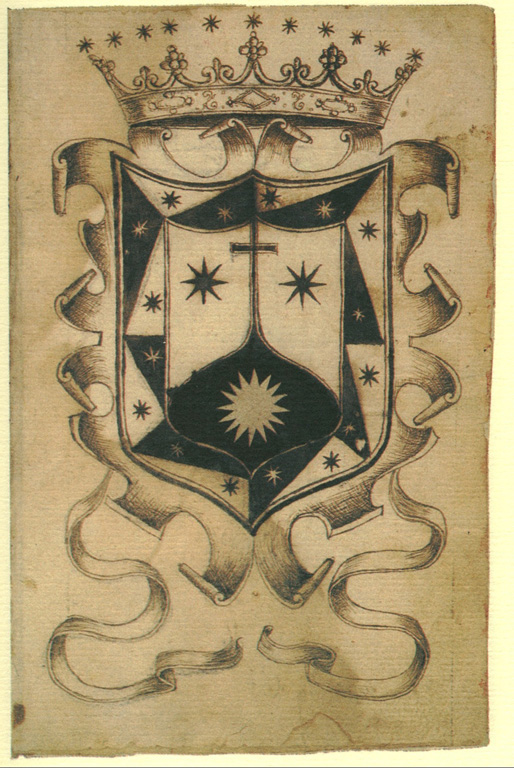
Un dibujo del Manuscrito de Sanlúcar de San Juan de la Cruz.

El Códice de Barrameda o Cántico Espiritual de san Juan de la Cruz es un manuscrito antiguo copia del original, el cual recoge la obra poética y los comentarios a la misma del poeta místico español San Juan de la Cruz. La principal importancia de este apógrafo de Sanlúcar es que es el único de ellos que conserva anotaciones manuscritas del propio Juan de Yepes Álvarez (Fray Juan de la Cruz), corrigiendo, tachando y añadiendo lo que creyó conveniente a la copia realizada por el amanuense, subsanando las deficiencias que detectó e introduciendo enmiendas y mejoras. Por todo esto, se convirtió en el borrador del texto definitivo, el cual, el mismo autor anota en el frontispicio de la copia: Este libro es el borrador de que ya se sacó en limpio. Fray Juan de la Cruz.
Se desconoce la procedencia y el amanuense que realizó el apógrafo sanluqueño, pero por las particularidades ortográficas es muy probable se realizase en Andalucía Oriental, y concretamente en Granada. Tampoco existe constancia alguna de la llegada del Códice a Sanlúcar de Barrameda, ni de los cauces que lo condujeron al Monasterio. Posiblemente fuera traído por alguna de las religiosas fundadoras, procedente de Sevilla o Córdoba, como donación para la nueva comunidad por algún generoso benefactor. En este sentido, recordemos que como priora vino de la comunidad de Sevilla Magdalena de Mendoza y Guzmán, pariente de los duques de Medina Sidonia. Otra de las tesis, es que lo trajese consigo, procedente del convento de Córdoba, la madre María de San Pablo cuando se hizo cargo del priorato sanluqueño en 1646. En aquel convento cordobés había vivido hasta su muerte la hermana Magdalena del Espíritu Santo, quien conoció a fray Juan y transcribió numerosos textos suyos.
La encuadernación debió realizarse cuando el apógrafo se encontraba ya en Sanlúcar, en torno a los años de la beatificación de su autor, ya que la canonización propició una mayor valoración de su vida, su obra y sus reliquias. Desafortunadamente el encuadernador se preocupó más de los aspectos formales de presentación del texto, que del cuidado de respetar la integridad de las páginas del Códice, lo cual se tradujo en la mutilación y eliminación de algunas de las notas marginales realizadas por el santo, y la modificación del tamaño original del manuscrito.
Consta de 228 folios útiles y 6 en blanco, con pastas de tablillas cubiertas con raso de seda bordado en verde, azul y marrón. El cierre está realizado con broches de bronce con presilla de seda y en el centro el escudo de la orden del Carmelo Teresiano (o Carmelo reformado). El estado de conservación es excelente, pese a los problemas normales en los códices del XVII en cuanto a la composición de la tinta utilizada, que produce en algunas zonas la perforación del papel. La caligrafía del copista es muy esmerada, letra redonda (minúscula humanista), de excelente presentación, corrigiéndose en distintas ocasiones. Las anotaciones de fray Juan de la Cruz están realizadas en letra cursiva, con diferentes tonalidades en la tinta, lo cual hace pensar que lo tuvo en su poder durante un periodo dilatado de tiempo.
De la importancia del manuscrito parece que fueron conscientes desde el principio las religiosas Descalzas de Sanlúcar. Este conocimiento se hace patente en el informe realizado por la Madre Andrea del Santísimo Sacramento, con motivo del envío del Códice a Madrid para que fuera comprobada su autenticidad por el padre Andrés de la Encarnación, la cual dictaminó en 1757.
Actualmente, el códice, se conserva en el Convento de las Madres Carmelitas Descalzas (Sanlúcar de Barrameda), dentro de un cofre de plata, realizado por el orfebre Sevillano Manuel Seco, consistente en una arqueta de plata de ley grabada y cincelada, con medallón delantero con el escudo del Carmen Descalzo y en los laterales los de Sanlúcar de Barrameda y el de la provincia Carmelitana de Andalucía. Aparece también, la efigie grabada de san Juan de la Cruz y una placa en la cual se lee la siguiente inscripción: Códice del Cántico Espiritual de San Juan de la Cruz-Monasterio de 